# Foros Timis Ston Greco
Foros Timis Ston Greco é um álbum de estúdio do músico grego Vangelis, lançado em 1995. O título do álbum é uma alusão ao homem que inspirou a composição, Doménikos Theotokópoulos (Δομήνικος Θεοτοκόπουλος, 1541-1614), pintor e escultor grego mais conhecido como El Greco.

## Faixas
1. "Movement 1" 10:08
2. "Movement 2"  5:25
3. "Movement 3"  6:26
4. "Movement 4"  9:46
5. "Movement 5"  8:12
6. "Movement 6" 11:52
7. "Movement 7" 7:00